# 詹思禄
詹思禄（1961年3月13日—），圣名依納爵，福建宁德人，是天主教中國籍主教和中国天主教爱国会成員，曾被教宗絕罰，但在2018年9月22日獲得方濟各教宗赦免。現任福寧教區正權主教及中國天主教主教團副主席。

## 生平

### 早年生活
1961年3月13日，詹思祿出生於中國福建省宁德县（今宁德市蕉城区）。早年加入中國政府官方組織中国天主教爱国会，並就讀於上海佘山修院。1989年在佘山進教之佑聖母大殿晉鐸，隨後回福寧教區擔任寧德城關堂本堂司鐸。

### 自行晉牧
2000年1月6日，詹思祿未有得到時任教宗若望保祿二世准許，在中国自選自聖成為主教，被教宗絕罰。非法祝聖儀式，在北京宣武門天主堂舉行。其後，天主教爱国会繼續安排詹思祿出任福寧教區助理主教，並在寧德市修建宏偉的主教府。
2004年開始，詹思祿分別當選為第七至九屆中國天主教主教團副主席及出任第七屆中國天主教愛國會副主席。

### 獲得教宗赦免
2018年9月22日，中梵就主教任命權達成協議。時任方濟各教宗赦免了七名非法自選自聖的主教。並要求郭希錦由正權主教降級為輔理主教，讓被赦免的詹思祿成為福寧教區正權主教。同年12月，詹思祿正式就任正權主教。

## 作品
先后发表论文
- 《中国的祖宗祭祀与天主教弥撒祭献的比较》
- 《论司铎的独身生活》
- 《仁者人也》
- 《论弥撒仪》
- 《浅谈民主办教》
- 《圣三节》
- 《正义由天上俯视，忠信从地下出生》
- 《他的死亡摧毁了我们的死亡，他的复活恢复了我们的生命》
- 《把船撑到深处到》

古体诗：
- 《冲霄豪气》
- 《反帝革新》
- 《孤舟钓月》
- 《逾越颂》